# Jean-Michel Clément
Pour les articles homonymes, voir Clément.
Jean-Michel Clément, né le 31 octobre 1954 à Mauprévoir (Vienne), est avocat honoraire et homme politique français.
Député de la troisième circonscription de la Vienne de 2007 à 2022, il est successivement membre du Parti socialiste, puis de La République en marche (LREM). En 2018, il se retire du groupe LREM à la suite de son opposition au projet de loi asile et immigration, puis rejoint le groupe Libertés et territoires.
Depuis janvier 2023, il exerce des fonctions juridictionnelles près la cour criminelle de Limoges,
Il est président du Conservatoire d'espaces naturels de Nouvelle-Aquitaine depuis le 29 janvier 2025.

## Biographie
Jean-Michel Clément est élu député pour la première fois le 17 juin 2007, pour la XIIIe législature (2007-2012), dans la troisième circonscription de la Vienne. Il intègre le groupe socialiste, écologiste et républicain, et est membre de la commission des lois. Il fait partie des proches de Ségolène Royal.
Candidat à sa succession en 2012, Jean-Michel Clément est réélu face au candidat de l'Union pour un mouvement populaire, Enguerrand Delannoy.
Lors des élections législatives de 2017, il est d'abord investi par le Parti socialiste (PS), tout en étant « Macron-compatible ». Début mai 2017, Jean-Michel Clément figure sur la liste des candidats investis par La République en marche (LaREM), le parti d'Emmanuel Macron, élu Président de la République. La position du Parti socialiste est claire : un candidat PS ne peut être également investi par LaREM. Le Parti socialiste de la Vienne lui retire alors son soutien, et une partie des cadres souhaitent que l'on investisse une candidate face à lui. Finalement, il n'est pas concurrencé par une candidate PS.
Le 18 juin 2017, face à une candidate du Front national, Jean-Michel Clément est réélu avec près de 68 % des voix. Il devient membre du groupe La République en marche, et rejoint la commission des lois. Il se porte candidat à la présidence de la commission, mais échoue face à Yaël Braun-Pivet.
Peu présent à l'Assemblée nationale, il explique « laisser passer la vague des jeunes parlementaires fougueux et ambitieux » et dit avoir peu d'intérêt à siéger « dans cette majorité pléthorique, où on nous impose un devoir de silence ». Il plaide ainsi pour la constitution d'un groupe parlementaire dissident de LaREM, afin de constituer son aile gauche.
Cherchant à infléchir le projet de loi sur l'immigration, Clément choisit de défendre une batterie d’amendements personnels, comme plusieurs de ses collègues. Ayant annoncé qu'il ne voterait pas la loi asile et immigration, il est menacé d'exclusion du groupe LaREM de l'Assemblée nationale par son président Richard Ferrand qui déclare : « si s'abstenir est un péché véniel, voter contre un texte est un péché mortel qui mérite l'exclusion. » Le 22 avril 2018, il se retire de lui-même du groupe REM à la suite du vote de cette loi. Il dit ne pas exclure de fonder un nouveau groupe parlementaire après la rentrée.
En octobre 2018, il fonde avec plusieurs parlementaires non-inscrits dont les députés nationalistes Corses le groupe Libertés et territoires. Le mois suivant, il adhère au parti Place publique, également nouvellement créé.
Il est l'auteur d'un livre publié chez Geste éditeur, Mes intimes convictions.
De nouveau candidat en 2022 sous l'étiquette « divers gauche », il est battu dès le premier tour, recueillant 11,98 % et arrivant en quatrième position. Il est devancé par les candidats du Rassemblement national, de la majorité présidentielle et de la Nouvelle Union populaire écologique et sociale.

## Détail des mandats
- 19 juin 1995-30 mars 2014 : maire de Mauprévoir (Vienne)
- 19 juin 1995-16 mars 2008 : conseiller communautaire du Montmorillonnais (Vienne)
- 20 juin 2007-21 juin 2022 : député pour la 3e circonscription de la Vienne[13]
- 15 mars 2020-juin 2026 : conseiller municipal de Charroux (Vienne)[14]